# Forges (Charente-Maritime)
Forges is een gemeente in het Franse departement Charente-Maritime (regio Nouvelle-Aquitaine). De plaats maakt deel uit van het arrondissement Rochefort. Forges telde op 1 januari 2022 1.323 inwoners.

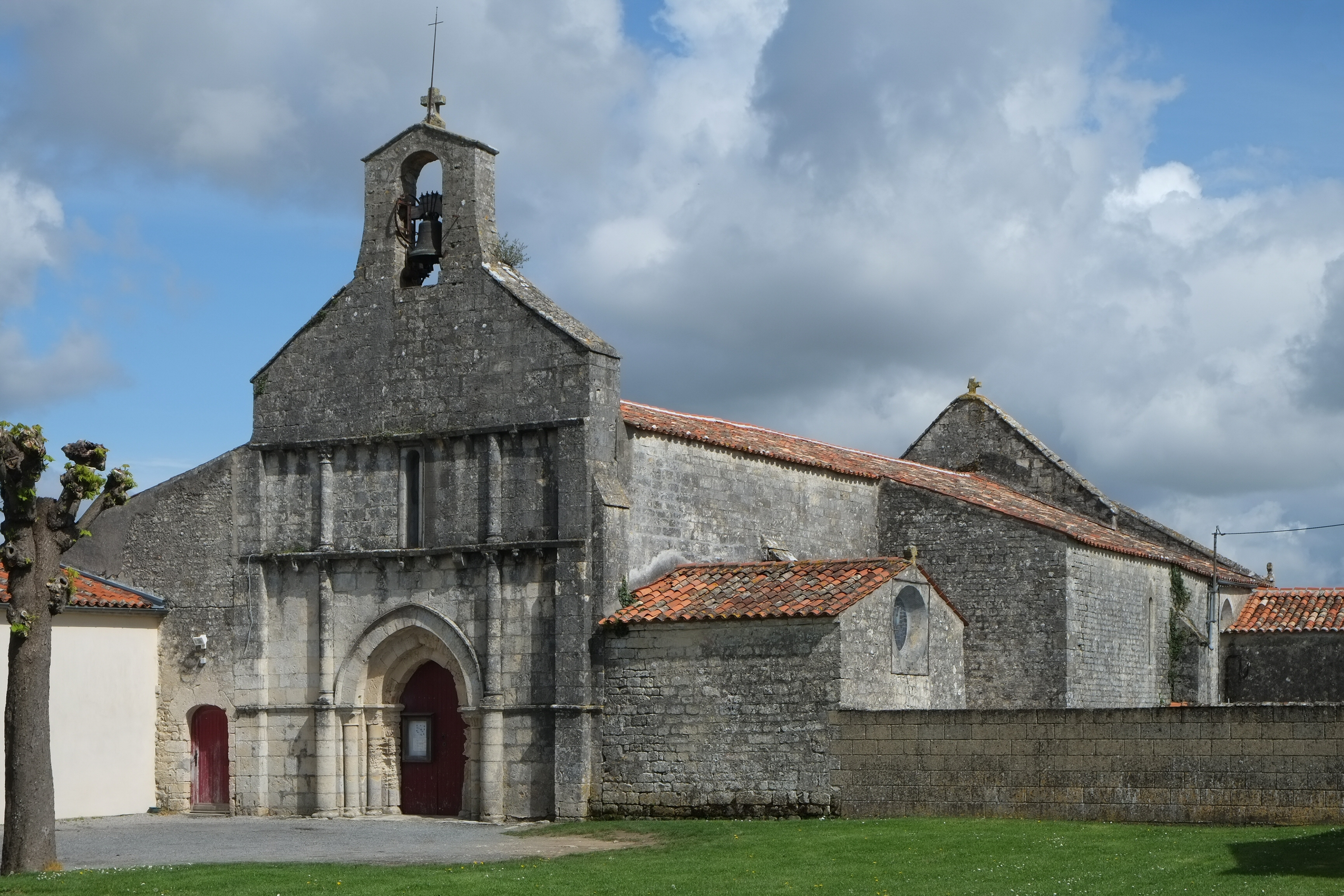
Kerk van Saint-Laurent in Forges
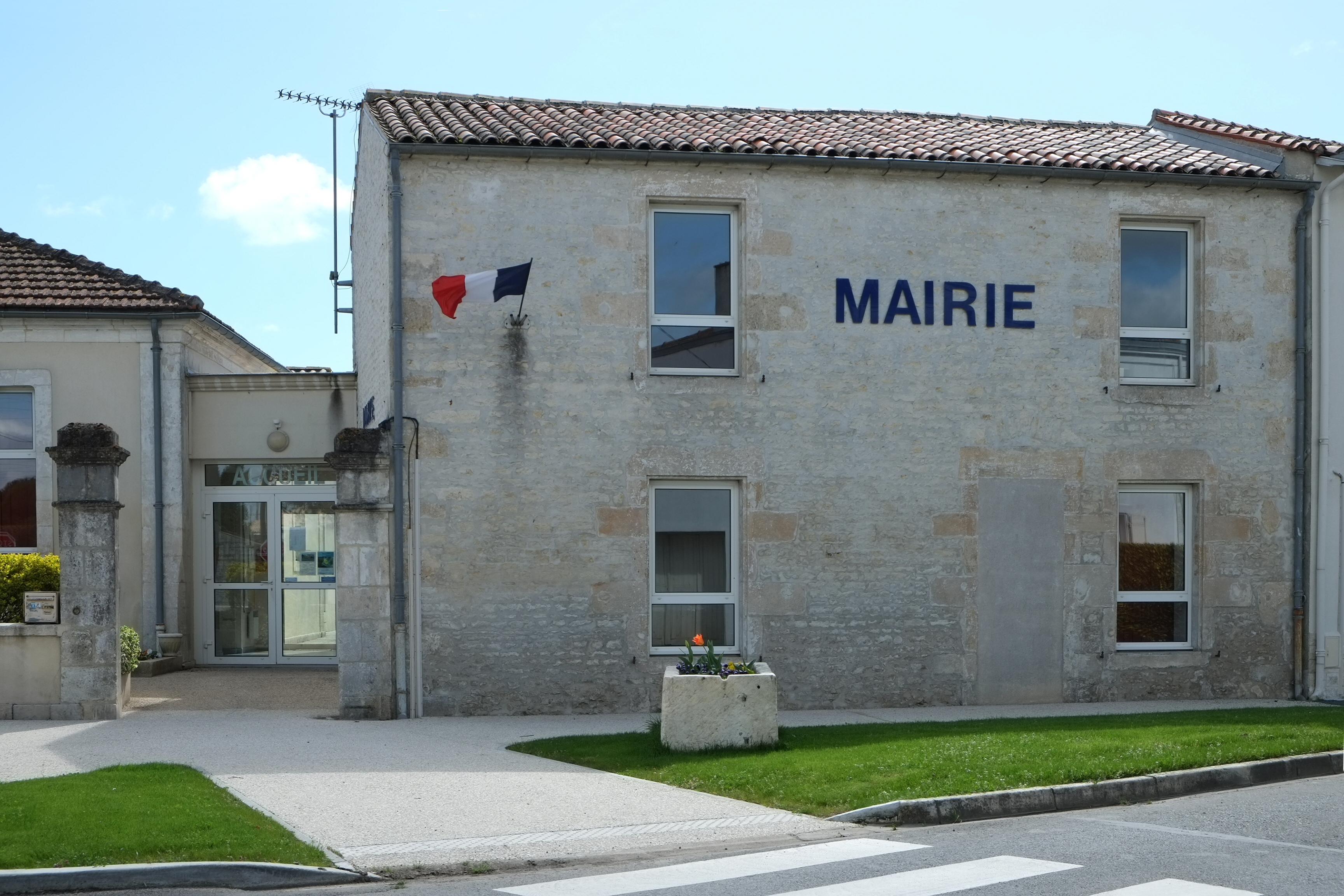
Gemeentehuis

## Geografie
De oppervlakte van Forges bedroeg op 1 januari 2022 13,58 vierkante kilometer; de bevolkingsdichtheid was toen 97,4 inwoners per km².
De onderstaande kaart toont de ligging van Forges met de belangrijkste infrastructuur en aangrenzende gemeenten.

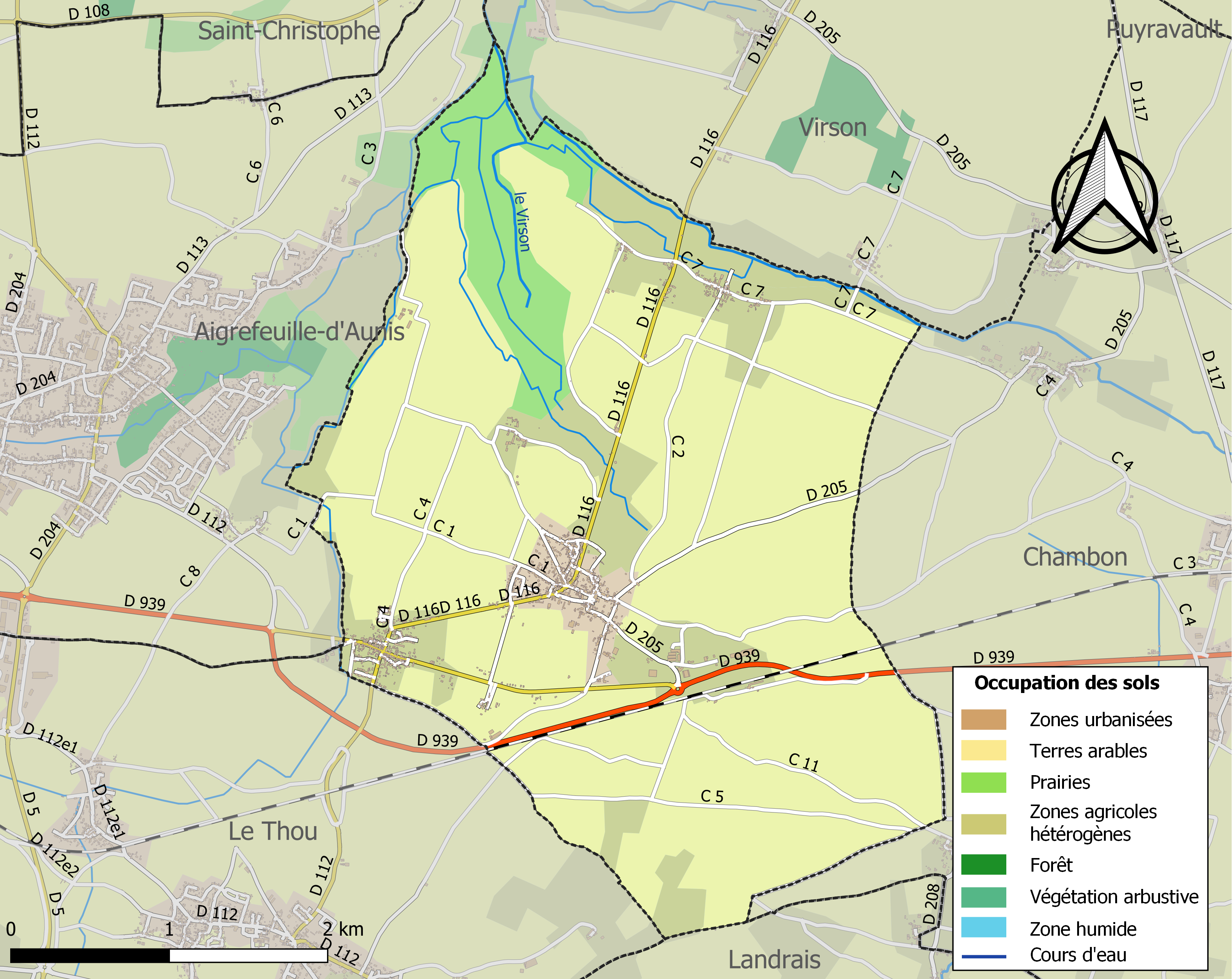

## Demografie
Onderstaande figuur toont het verloop van het inwonertal (bron: INSEE-tellingen).

## Bezienswaardigheden
- Kerk Saint-Laurent
- Windmolen: Moulin de Puydrouard
- Gemeentezaal uit 1926